# Pavetta bidentata
Espèce
Synonymes
- Ixora bidentata (Hiern) Kuntze[1]
- Pavetta bidentata var. bidentata[1]
- Pavetta deistelii K.Schum.[1]
- Pavetta longistipulata Bremek.[1]
- Pavetta permodesta Wernham[1]
- Pavetta venusta Bremek.[1]

Pavetta bidentata Hiern est une espèce de plantes de la famille des Rubiaceae et du genre Pavetta, selon la classification phylogénétique. On la trouve en Afrique tropicale.

## Liste des variétés
Selon Catalogue of Life (1 octobre 2017) :
- variété Pavetta bidentata var. bidentata
- variété Pavetta bidentata var. sessilifolia

Selon Tropicos (1 octobre 2017) (Attention liste brute contenant possiblement des synonymes) :
- variété Pavetta bidentata var. bidentata
- variété Pavetta bidentata var. sessilifolia S.D. Manning

## Distribution
On la trouve notamment au Cameroun, en Côte d'Ivoire, Guinée équatoriale (Bioko), au Nigeria, en République démocratique du Congo.
La variété Pavetta bidentata var. sessilifolia, endémique du Cameroun, a été récoltée en 1972 par René Letouzey dans la région du Centre, sur les hauteurs de Kombeng, à 8 km au sud-sud-est de Matomb (Nyong-et-Kellé).